# 尼科爾森島
尼科爾森島（英語：Nicholson Island）是南極洲的島嶼，位於威爾克斯地，處於布德尼克山東北面0.2公里的紐科姆灣，屬於風車群島的一部分，根據美國海軍拍攝空中照片繪入地圖，現時由南極條約體系管理。